# Eckmannshausen
Eckmannshausen ist ein Stadtteil von Netphen im Kreis Siegen-Wittgenstein in Nordrhein-Westfalen mit 780 Einwohnern (Stand: 30. Juni 2022).

## Geographie
Eckmannshausen liegt im östlichen Siegerland auf einer Höhe zwischen 280 und 340 Meter und hat eine Fläche von 2,3 Quadratkilometer. Höchster Berg im Ortsgebiet ist der „Handbeil“ mit 446 Metern. Der Unglinghauser Bach mündet nördlich im Ort und der Breitenbach südlich vom Ort in den Dreisbach, der durch Eckmannshausen fließt und in Dreis-Tiefenbach in die Sieg mündet.

### Nachbarorte
Nachbarorte von Eckmannshausen sind Herzhausen im Norden, Frohnhausen im Nordosten, Oelgershausen im Osten, Netphen im Südosten, Dreis-Tiefenbach im Süden bis Südwesten, Niedersetzen und Obersetzen im Westen und Unglinghausen im Nordwesten.

## Geschichte
Eckmannshausen wird erstmals um 1300 in einem Verzeichnis des Siegerlandes vom „Propst von Amöneburg“ erwähnt. Urkundlich wurde „Ekkemanshusen“ aber erst in einem zwischen 1417 und 1419 angelegten Verzeichnis über die Einkünfte der gräflichen Rentei Siegen genannt.
Im Ort wurde 1907 die erste Wasserleitung gebaut. Sie führte vom „Setzer Berg“ bis zur Ortsmitte zur damaligen Kapellenschule. Die Leitung war einen Kilometer lang und kostete 4347 Reichsmark. Nutzen konnten das Wasser allerdings nur die Leute, die direkt an der Leitung wohnten. 1955 wurden Eckmannshausen und Oelgershausen dem „Wasserwirtschaftsverband Breitenbachtalsperre“ angeschlossen. Ab dann wurden alle Familien mit Wasser versorgt.
Eine Kapellenschule wurde im Jahre 1860 gebaut, die 1927/28 um einen Anbau erweitert wurde. 1957 wurde das Gebäude ebenfalls renoviert und als Kapelle erweitert. Bereits 1936 wurde beschlossen, eine neue Schule zu bauen, da die bestehende zu klein geworden war, dies konnte allerdings vor und im Zweiten Weltkrieg nicht verwirklicht werden. So wurde 1952 angefangen zu bauen. Die Schule konnte am 3. Oktober 1953 eingeweiht werden. 1968 wurden durch die Schulreform die Kinder aus Herzhausen und Unglinghausen nach Eckmannshausen geschickt, die Schule musste dafür renoviert und erweitert werden.
Bis zur kommunalen Neugliederung gehörte der Ort dem Amt Netphen an. Am 1. Januar 1969 wurde die bis dahin eigenständige Gemeinde Eckmannshausen aufgelöst und in die neue Großgemeinde Netphen eingegliedert. Seit dem Januar 2000 ist der Ort ein Netphener Stadtteil.

### Einwohnerzahlen
Einwohnerzahlen des Ortes:
| Jahr | Einwohner |
| ---- | --------- |
| 1818 | 160       |
| 1885 | 258       |
| 1895 | 314       |
| 1905 | 300       |
| 1910 | 294       |
| 1925 | 331       |
| 1933 | 352       |

| Jahr | Einwohner |
| ---- | --------- |
| 1939 | 371       |
| 1950 | 436       |
| 1961 | 503       |
| 1967 | 642       |
| 1994 | 827       |
| 2005 | 884       |
| 2009 | 843       |

| Jahr | Einwohner |
| ---- | --------- |
| 2012 | 826       |
| 2013 | 830       |
| 2015 | 815       |
| 2017 | 811       |
| 2021 | 770       |
| 2022 | 780       |

## Verkehr
Über Dreis-Tiefenbach und die B 62 zwischen Siegen und Erndtebrück ist Eckmannshausen an die HTS angebunden und darüber auch an die A 45. Der nächste Bahnhof befindet sich in Weidenau. Der Busverkehr wird von der VWS übernommen.

## Soziale Einrichtungen
Der Ort verfügt über eine Grundschule, einen Kindergarten, einen Sportplatz und einen Kinderspielplatz (Bolzplatz). Weitere Orte sind ein Bürgerhaus (ehemaliges Schützenhaus) und ein Friedhof. Insbesondere für Familienfeiern und Versammlungen wird das St. Josefsheim (ehemals Pfarrheim genannt) genutzt, eine Versammlungsstätte in der Ortsmitte auf einem Grundstück der RK Kirche.

## Persönlichkeiten
Eckmannshausen ist der Geburtsort des ehemaligen deutschen Radrennfahrers Klaus-Peter Thaler (* 1949).